# Jean-Jacques Lagrenée

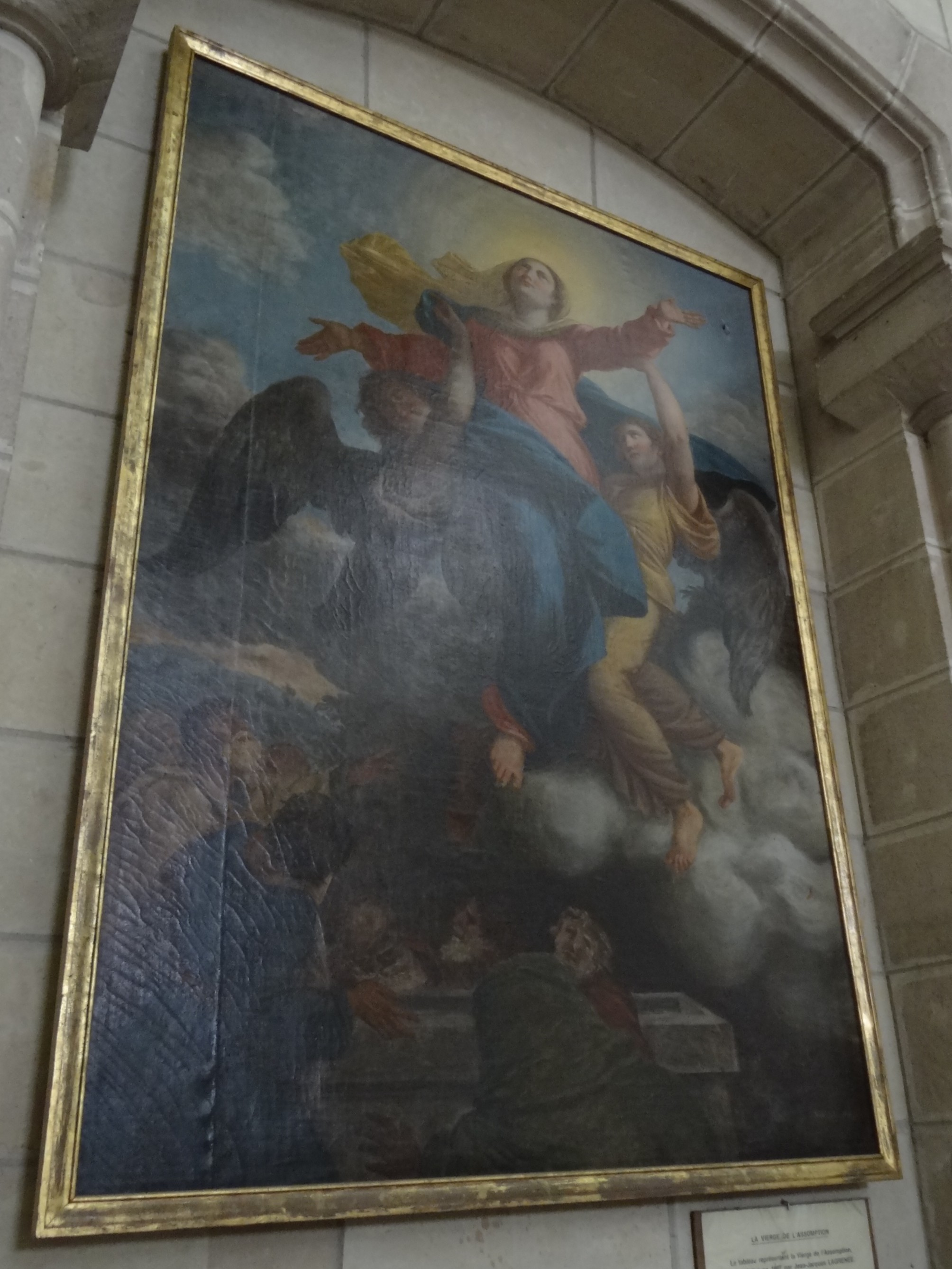
Ölgemälde Himmelfahrt Mariens von Jean-Jacques Lagrenée in der Himmelfahrtskirche in Challans

Jean-Jacques Lagrenée (* 18. September 1739 in Paris, Frankreich; † 13. Februar 1821 ebendort) war ein französischer Maler und Zeichner.

## Leben
Lagrenée, auch der Jüngere genannt, lernte seine Fertigkeiten zum Teil bei seinem älteren Bruder Louis Jean François Lagrenée. Mit diesem reiste er in den Jahren 1760 bis 1762 nach Russland. In den Jahren von 1763 bis 1768 war er Preisträger des Prix de Rome und lebte und arbeitete in der römischen Académie de France à Rome.
1769 wurde Lagrenée von der Pariser Académie royale  de peinture et de sculpture akzeptiert, Vollmitglied wurde er jedoch erst 1775. Sein Meisterstück war das Plafond de l’Hiver in der Apollo-Galerie des Louvre.
Der Maler wurde auf dem Pariser Friedhof Père-Lachaise in Abteilung 49 beerdigt.

## Werke
- 1783: Allégorie relative à l’établissement du Museum dans la grande galerie du Louvre, Öl auf Leinwand, Louvre, Paris.
- Le repos en Égypte, Kirche Saint-Nicolas-du-Chardonnet, 5. Arrondissement (Paris).
- Moïse sauvé des eaux, Musée Magnin, Dijon, Département Côte-d’Or, Frankreich.